# Сейнт Чарлз (окръг, Мисури)
Окръг Сейнт Чарлз (на английски: St. Charles County) е окръг в щата Мисури, Съединени американски щати. Площта му е 1533 km², а населението – 355 367 души (2009). Административен център е град Сейнт Чарлз.